# Orsayvirus
Het orsayvirus is een RNA virus dat Caenorhabditis elegans rondwormen kan infecteren. Het is verwant aan nodavirussen, maar moet nog formeel geclassificeerd worden.
Het orsayvirus heeft een (+)ssRNA genoom dat bestaat uit twee RNA moleculen, RNA1 en RNA2. Het RNA1-molecuul codeert voor een RNA-afhankelijke RNA-polymerase (RdRP) van 982 aminozuren lang. Het RNA2 molecuul heeft twee open leesramen (ORFs) die coderen voor een manteleiwit en voor een eiwit met een nog onbekende functie.
Het Orsay virus werd ontdekt in 2011 in Caenorhabditis elegans rondwormen in rottend fruit in Orsay, Frankrijk. Rond de tijd van de ontdekking waren methoden ontwikkeld die het isoleren van nematoden uit de natuur mogelijk maakten. Met gebruikmaking van deze methoden werden Caenorhabditis briggsae en C. elegans rondwormen gevonden die darmafwijkingen vertoonden, zoals overmatige windingen van de darmwand. Om aan te tonen dat een virus de oorzaak was van deze darmafwijkingen, werd het lysaat van geïnfecteerde rondwormen toegevoegd aan gezonde rondwormen, wat leidde tot infectie. Omdat voor het lysaat een filter was gebruikt dat alleen virusdeeltjes doorlaat, moest de infectie wel door een virus komen. Dit werd nog eens bevestigd door elektronenmicroscopie, die virusdeeltjes liet zien.
Bij infectie van een rondworm hopen de virusdeeltjes zich op in darmcellen. Samen met deze eigenschap maken de kleine structuur van het Orsay virus, zijn gelijkenis met de goed gekarakteriseerde nodavirussen, en zijn onschadelijkheid voor mensen het virus tot een handig virus voor experimenteel onderzoek.